# Guwamu
Guwamu är ett utdött australiskt språk. Guwamu talades i Queensland i Australien och tillhörde de pama-nyunganska språken.